# Mordellistena testaceomarginata
Mordellistena testaceomarginata es una especie de coleóptero de la familia Mordellidae.

## Distribución geográfica
Habita en Madagascar.